# Marcel Langer (1917-1990)
Marcel Paul Louis Langer (Saint-Aubin-Sauges, 24 settembre 1917 – Bordeaux, 4 novembre 1990) è stato un militare e aviatore francese, particolarmente distintosi nel corso della seconda guerra mondiale. Decorato con la Croce di Ufficiale della Legion d'onore, l'Ordre de la Libération e la Croix de guerre 1939-1945.

## Biografia
Nacque il  24 settembre 1917 a Saint-Aubin, in Svizzera, figlio di un ingegnere. nel 1938 entrò all'École polytechnique che abbandonò nel settembre 1939 allo scoppio della seconda guerra mondiale.  Arruolò volontario nell'Armée de l'air e si addestrò come pilota da caccia a Versailles. Dopo aver ricevuto il brevetto, con il grado di sottotenente fu trasferito a Cazaux il 10 giugno 1940, dove scoprì un centinaio di nuovi velivoli di provenienza americana. Non appena sentì l'appello del 18 giugno 1940, letto dal generale Charles de Gaulle, cercò invano di convincere il generale comandante della base a inviare questi velivoli in Inghilterra. Non accettando la sconfitta, decise allora di continuare a combattere con il fratello maggiore Arnaud, anche lui pilota, incontrato ad Argelès-sur-Mer.
Entrambi salirono a bordo del mercantile Président dal Piaz a Port-Vendres, diretti a Orano, e da lì via Casablanca, Gibilterra, Liverpool, raggiunsero Londra. Egli fu inviato al deposito di Odiham e assegnato alla Escadrille "Topic" delle Forces aériennes françaises libres.
Nell'ottobre del 1940 partì per l'Africa, distinguendosi sui cieli della Nigeria, del Sudan e dell'Egitto. Nel giugno del 1941 fu trasferito al Groupe réservé de bombardement no 1 (GRB 1), con il quale effettuò missioni contro gli italiani in Africa Orientale Italiana.
Trasferito con la sua unità  a Damasco nell'agosto del 1941 e poi promosso tenente, partecipò, fino al febbraio del 1942, a 50 missioni contro il Deutsches Afrikakorps del generale Erwin Rommel nella violenta e sanguinosa campagna di Libia all'interno della Escadrille "Metz" del  Groupe de bombardement "Lorraine".
Distaccato nell'aprile del 1942 per la missione di trasferimento aerei della Royal Air Force a Il Cairo e assegnato all'Air Craft Delivery Unit Middle East, trasportò armi e aerei in Egitto, Kenya e India.
Il 30 settembre 1942 fu trasferito alla Escadrille "Nancy" del Groupe de bombardement  "Lorraine" e si imbarcò a Suez, diretto in Inghilterra via Capo di Buona Speranza, con Romain Gary. Dopo 69 giorni di navigazione evitando i sottomarini tedeschi, arrivò a Glasgow il 1° gennaio 1943.
Nel settembre 1943, promosso al grado di capitano, assunse il comando della Escadrille "Nancy" fino al luglio 1944: compì 39 missioni sulla Francia (missioni a bassa quota, attacco alle rampe di lancio delle V 1, distruzione della sottostazione elettrica di Chevilly-Larue il 3 ottobre 1943, ecc.). 
Dal settembre 1944 al marzo 1945 fu assegnato all'ufficio militare del Ministro dell'Aeronautica, Charles Tillon.
Dietro sua richiesta fu poi trasferito, fino al settembre 1945, al No.357 RAF Squadron , di stanza nel Bengala, dove effettuò 16 missioni belliche contro i giapponesi; totalizzò così 113 missioni di guerra e concluse il conflitto con il grado di maggiore. Rimase in Estremo Oriente fino al settembre 1945, dopo la resa del Giappone. 
Nel 1945-1946 completò il secondo anno di studi all'École polytechnique .
Continuò a volare come pilota di linea alla compagnia aerea Transports Aériens Intercontinentaux, fu direttore di volo alla École nationale de l'aviation civile e poi controllore di volo alla Direzione generale dell'aviazione civile.
Abbandonata definitivamente l'aviazione, e nel 1955 entrò nella Compagnie française des Produits oxygénés, settore medico della Air Liquide.
Si specializzò nello studio delle malattie respiratorie e si impegnò a influenzare la politica aziendale, contribuendo a consolidare il suo ruolo di partner di servizio pubblico. Ne divenne vicedirettore generale.
Nel 1978 si ritirò nei pressi di Condom, nel Gers. Dedicò gli anni della pensione alla lettura, alla riflessione, alla poesia, alla scrittura e alla sua numerosa famiglia.
Si spense a Bordeaux il 4 novembre 1990,e il suo corpo fu tumulato a Herret, vicino a Condom, nel Gers.